# 堅尼地道駅
堅尼地道駅（ケネディどうえき）は香港中西区にあるピークトラムの駅である。海抜56mの場所に位置する。

## 駅構造
- 単式ホーム1面1線の地上駅。

## 駅周辺
- 香港公園
- 聖若瑟書院
- 香港視覚芸術中心

## 歴史
- 1888年5月30日 - 開業。

## ギャラリー

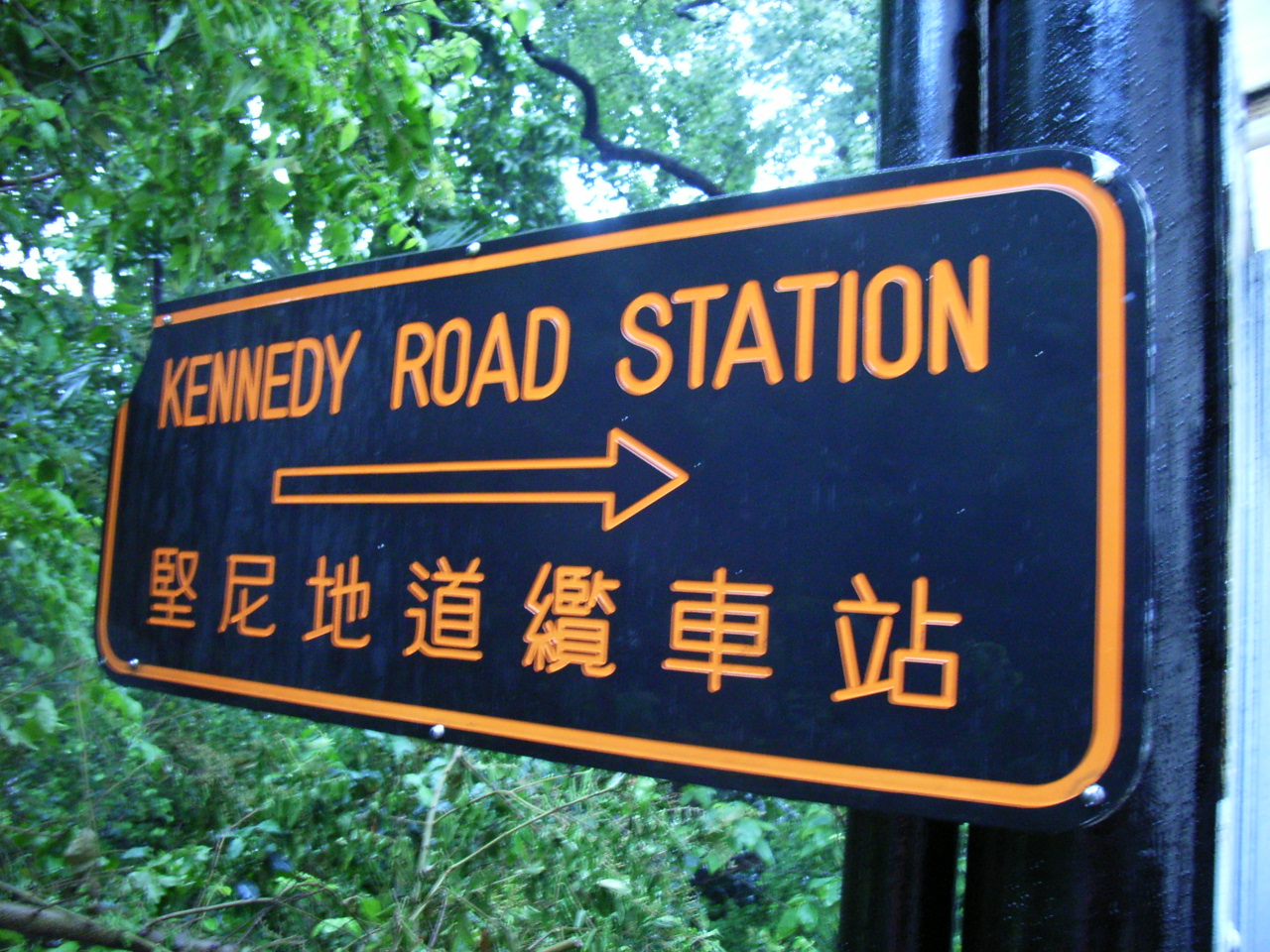
駅を示す看板
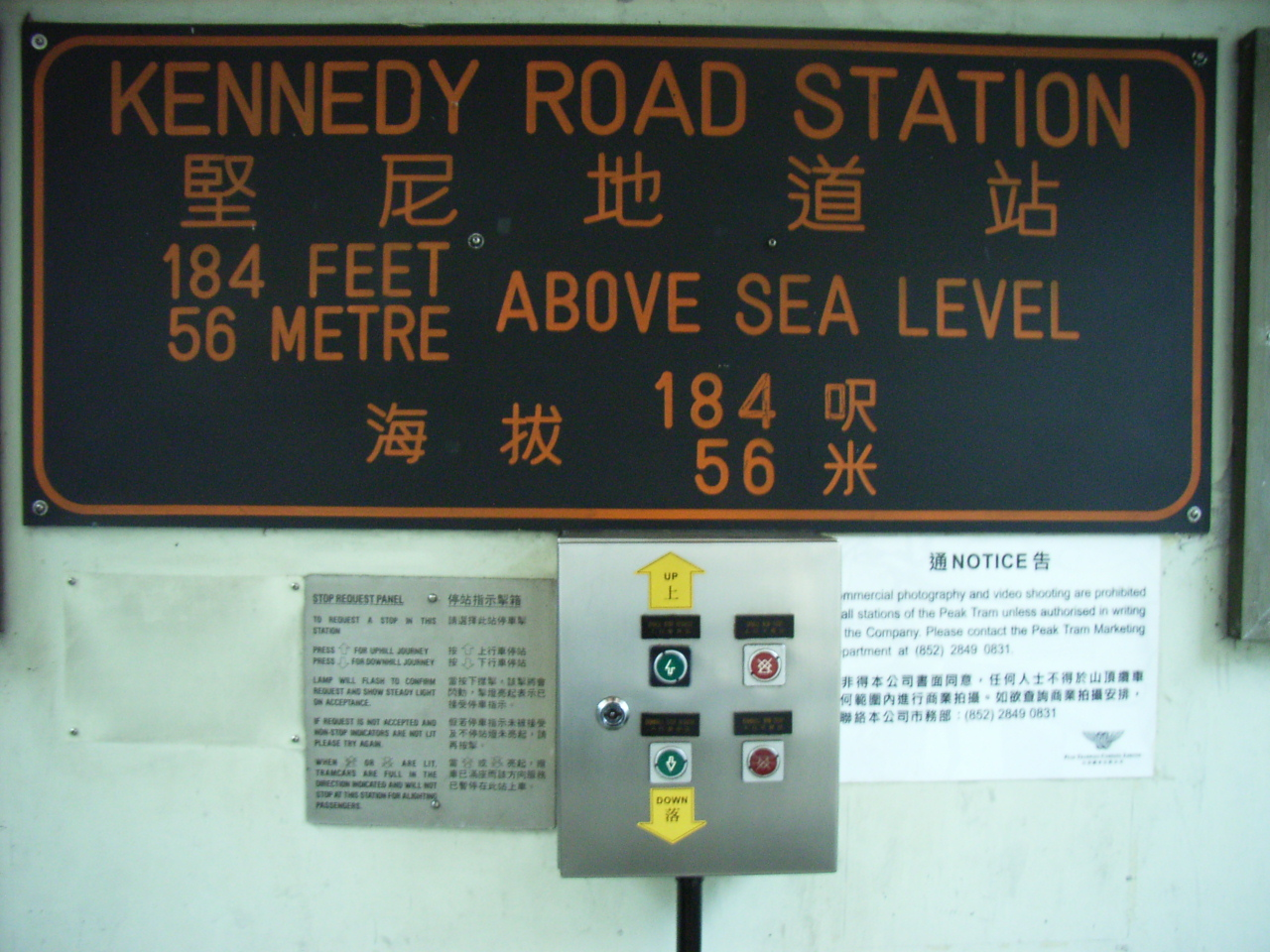
海抜を示す看板

## 隣の駅
山頂纜車有限公司
ピークトラム
中環総駅 - 堅尼地道駅 - 麦當労道駅